# 욕토
욕토(yocto, 기호: y)는 SI 단위계에서 10-24 또는 0.000000000000000000000001를 나타내는 접두어이다. 욕토(yocto)는 1/10008와 같기 때문에 8을 뜻하는 그리스어 οκτώ(오크터)를 따서 만들었다. "옥토(octo)" 앞에 "y"를 붙여 "욕토(yocto)"로 하고 기호 "y"를 쓰는 이유는 기호 "o"(오)가 기호 "0"(영, zero)와 헷갈리기 때문이다. 1991년 국제 도량형 총회에서 채택되었다. 2022년까지 공식적으로 사용되는 SI 접두어 중에서 가장 작은 값을 가지고 있었다. 
아원자 입자의 길이, 반지름과 중량을 표시하는 데 사용된다. 예를 들어,욕토 미터(yoctometro, ym)와 욕토 그램(yoctogrammo, yg), 욕토 초(yoctosecondo, ys) 등이다.
예를 들면
- 전자의 질량: 0.000 911 yg
- 양성자의 질량: 1.672 60 yg
- 중성자의 질량: 1.674 90 yg
- 원자의 질량: 1.660 50 yg